# Yokosuka D4Y

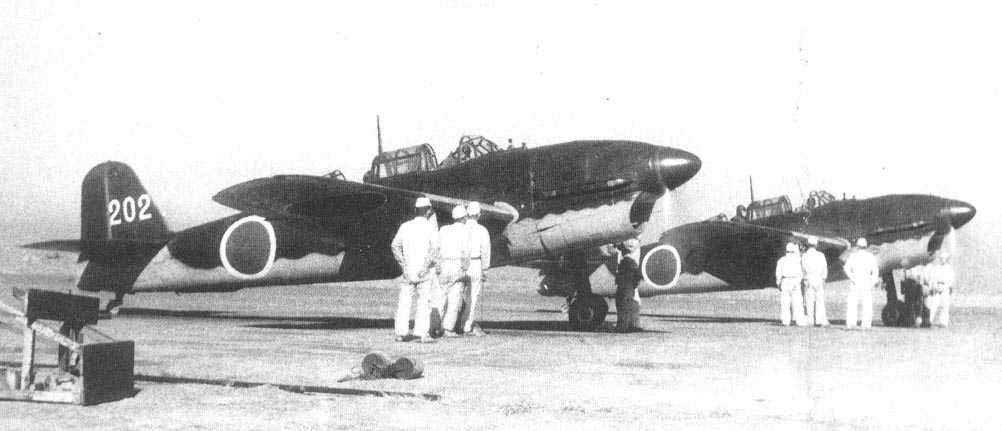
Dois D4Y1.

O Yokosuka (横須賀) D4Y Suisei (彗星, "Comet") foi um bombardeiro de mergulho utilizado pela Marinha Imperial Japonesa. Era chamado de "Judy" pelos Aliados da Segunda Guerra Mundial. O D4Y foi um dos aviões bombardeiros de mergulho mais rápidos daquele conflito e apenas atrasos no seu projeto de desenvolvimento impediram que ele fosse mais utilizado que o Aichi D3A, que acabou ficando em serviço mais tempo que o esperado. Apesar do seu uso limitado, o D4Y, devido a sua velocidade e alcance, foi valioso aos japoneses, e ele também foi usado como avião de reconhecimento, além de também servir como aeronaves kamikaze.